# Kai (Star Trek)
Kai är i det fiktiva Star Trek-universumet beteckningen på den religiösa ledaren på Bajor. En Kai's auktoritet kan endast överträffas av Sändebudet eller Profeterna, och vars rank ungefär kan sägas motsvaras av påven inom den katolska kyrkan.
Kända Kai's är Kai Opaka och Kai Winn